# Patrimonio medievale ebraico di Erfurt
Il Patrimonio medievale ebraico di Erfurt è una serie di edifici nel centro storico di Erfurt, in Germania, riconosciuti come patrimonio culturale ebraico. La serie è stata inserita nella lista UNESCO dei Patrimoni dell'Umanità in Germania nel 2023. Comprende la Vecchia Sinagoga di Erfurt, la più antica sinagoga d'Europa, il Mikveh di Erfurt , un mikveh riscoperto solo nel 2007 e la Casa di Pietra, un edificio residenziale del XIII secolo di proprietà ebraica fino ad oggi.

## Gli edifici
| Numero   | Sito     | Coordinate       | Immagine              |  |
| -------- | -------- | ---------------- | --------------------- |  |
| 1533-001 | Germania | Vecchia sinagoga | 50°58′43″N 11°01′45″E |  |
| 1533-002 | Germania | Mikveh           | 50°58′44″N 11°01′49″E |  |
| 1533-003 | Germania | Casa di Pietra   | 50°58′41″N 11°01′47″E |  |